# 在独ソ連軍政府
在独ソ連軍政府（ざいどくソれんぐんせいふ、独: die Sowjetische Militäradministration in Deutschland; SMAD、露: Советская военная администрация в Германии）は、第二次世界大戦後のドイツにおけるソ連占領地域の最高司令部であり、事実上の政府であった。「在独ソ連軍政部」との表記もある。
1945年6月から、東ドイツ政府に主権を移譲する1949年11月11日まで続いた。

## 歴史

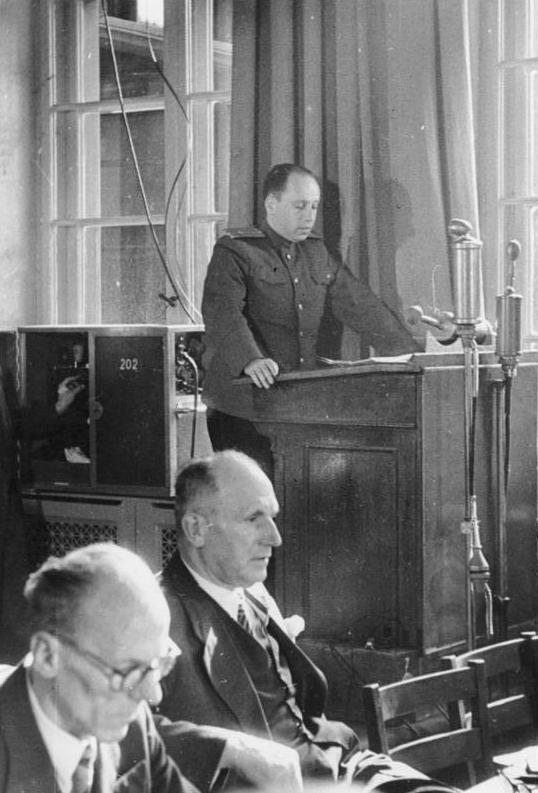
SMAD文化将校アレクサンドル・ドゥイムシチの演説(1947)

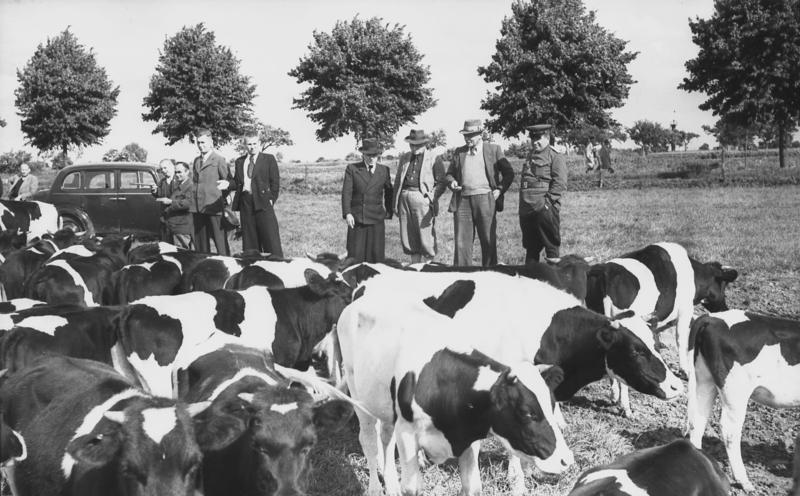
グロースベーレンのSMADの農場を東ドイツ政府に引き渡している(1949)

在独ソ連軍政府（SMAD）の公式的地位は、1945年6月9日の在独ソ連軍最高司令官命令第1号によって定められた。すでに1944年9月12日のロンドン会議で米・英・ソ三国による占領統治が決定され、ヤルタ会談では米英ソにフランスを加えた4カ国による分割占領が決定されていた。各占領地域を統括する占領国は、大戦末期の占領開始時期から、それぞれ独自の占領統治を敷いていた。SMADは、ソビエト連邦人民委員会議とヨシフ・スターリンの直接支配下にあった。
SMADの組織構成は、内容的にも地政学的にも、ソ連占領地域の行政機構に対応していた。ベルリン・カールスホルストにある中央局だけでなく、地方（メクレンブルク・フォアポンメルン（メクレンブルク）、ブランデンブルク、ザクセン＝アンハルト、テューリンゲン、ザクセン）にもソ連軍政府の施設があり、様々な司令部のネットワークが敷かれていた。特務専門局は、様々なドイツ行政府の活動を監視していた。SMADのトップは、最高司令官（Oberster Chef）であり、この職には1945年6月から1946年3月まではゲオルギー・ジューコフ、1946年3月から1949年3月まではワシーリー・ソコロフスキー、その後はワシーリー・チュイコフが就いていた。これらの将校は同時にドイツ駐留ソ連軍の最高司令官でもあった。
SMADは、1945年から1949年までにドイツの行政に対して多数の命令を書面で出している。しかし口頭での文書化されない命令やコメントなどの非公式な水準や、目に見えないソ連の影響力によっても統治していた。
SMADは、著しい潜在的可能性を持っていたにもかかわらず、その管轄領域はスターリンの支配システムの内部に限定されていた。SMADは、様々なソ連の行政機関に属していたが、それぞれの行政機関はそれぞれ矛盾する構想を持った。それだけでなく、セルゲイ・イヴァノヴィッチ・テュルパノフやヴラディーミル・セミョノヴィチ・セミョノフ、検閲当局やプロパガンダ部門の局長のようなSMAD職員は、ソ連の国家機関や共産党に対して特殊な関係を持っていた。人事に関しては、モスクワも活発になった。人気のあるジューコフ元帥は、SMAD最高司令官になった数カ月後に、あまり有名ではなかったソコロフスキー元帥に交代となった。
ソ連軍政府とソ連内務省（NKWD）と他の機関は、しばしばソ連占領地域でばらばらに業務を行なっており、それぞれの関係性は矛盾していた。一方で、占領軍将校は、ドイツ当局と交渉する際に、自分たちの考えを押し通すために、潜在的な脅威を巧みに利用したのに対して、SMAD職員は、ソ連諜報機関が違法なことをして物質的・政治的な復興作業を危うくしているということを繰り返し非難していた。
SMADは差し当たり、他の連合国の在独軍事政府と同様に、自国の条件に基づいて国土の復興を行おうとしていた。大量の逮捕と公職追放は、SMAD政権の結果ではなかったものの、自国の利害に都合のいいようにこの現実を利用する術を知っていたし、個人的な基準には結びつかない一般的な「ドイツ」の処罰に積極的な態度を示している将校も少なくなかった。
SMADは、即物的な利害関心から、明らかにナチズムと戦争犯罪の処罰を超えた訴追が過剰に行われていることを何度も批判した。
1949年10月10日にSMADは解散し、軍政による占領統治は終了した。ソ連管理委員会（SKK）が新たに設置され、民政による占領統治が開始された。SMAD最高司令官であったチュイコフがSKKの委員長となり、その解散まで務めた。

### 占領法の下での立法
1945年7月初めに、SMADはドイツの地方行政機関を設置した。その法的根拠は以下のとおりである。
法的効力を持った法律と命令は、連合国管理理事会またはソ連軍政府の法律や命令に反さない場合に、立法権・司法権・行政権の領域で公布される。
ドイツ行政府の自主性は公式上は認められていたが、実際には限定的であった。立法権が、のちに新しく作られた地方議会に移譲されたときでも、ソ連当局が前もって指示していた方針は残り続けた。公式上の観点からすれば、地方の立法にソ連の支持は必要ではなかったが、実際にはドイツ社会主義統一党と地方委員会を越えて、ソ連軍政府は、政治的統制を行使することができた。

### 中央局
SMADは、1945年7月27日の命令第17号によって、「経済の発展と交通・報道制度の復興、福祉厚生および国民教育制度の再建のため」、いわゆる「ドイツ中央局（DZVs ）」をソ連占領地域内に設立するよう指示した。この中央局は、SMADを補助し、同時にドイツ圏内に社会主義国家を建設する土台を築くこととなった。そのうちのいくつか、例えば司法中央局は、1949年の東ドイツ建国時には、バラバラになって諸省庁に移管された。1945年秋までに、その種の中央局は全部で11局作られた。それぞれが、交通制度、報道制度、エネルギー産業、商業、工業、農業、金融、労働・社会福祉、保険制度、教育、司法を管轄した。他にもSMADの命令で、1947年半ばまでに5つの中央局が設置された。ドイツ移民局（1948年解散）、統計局、強制執行・差押に関するドイツ中央委員会、内務中央局、東西国境地帯および外国貿易局である

## 人事
最高司令官:
- 1945年7月 - 1946年3月：ゲオルギー・ジューコフ
- 1946年3月 - 1949年3月：ワシーリー・ソコロフスキー
- 1949年3月 - 1953年（東ドイツ建国後の1949年10月からは、ソ連管理委員会（ドイツ語版）の委員長という身分に変更）: ワシーリー・チュイコフ

副司令官:
- 1947年5月 - 1949年：ボグダン・コブロフ

文化部門: 
- 1945年 - 1949年：アレクサンドル・ドゥイムシチ（ドイツ語版）、セルゲイ・イヴァノヴィッチ・テュルパノフ（ドイツ語版）